# Digital Congo Radio Télévision
Digital Congo TV est une chaîne de télévision généraliste privée congolaise.

## Histoire
Digital Congo démarre ses activités le 10 mars 2005.

## Dirigeants
Directeur Général
- Frédéric Kitengie Kinkumba

Directeur Général Adjoint
- Sévérin Bamany Mobeli

Directeur des Ressources Humaines
- Gaston Lubangi

Directeur des programmes :
- Jackie Betoko Ngeli
- Roland Modeste Nzila Fanan est consultant de Digital rtv en Sports et encadre les jeunes journalistes sportifs.

### Capital
La chaîne appartient au groupe de presse Multi Media Congo MMC, du Croate Nicolas Vajon en association avec Jaynet Kabila, la sœur d'ancien président Joseph Kabila.

## Diffusion
Digital Congo TV est diffusée sur le réseau hertzien depuis Kinshasa. C'est la seule chaîne à proposer un programme éducatif, dominé par des émissions à caractère pédagogique pour aider les congolais à avoir une attitude solidaire dans cette période de reconstruction nationale.
Digital Congo couvre toutes les grandes villes de la République démocratique du Congo et une grande partie en FM à la radio et en UHF à la télévision. La chaîne est également sur satellite pour les autres téléspectateurs du  monde. Digital Congo est la grosse entreprise privée de presse du Congo compte tenu de la taille de son personnel.
Digital Congo  c'est surtout  Digital café, le  télé matin animé par  Salomon Bimansha qui fait un  mélange savant  d'informations, d'évasions, inventions, innovations et  des émotions du lundi  au vendredi de 7h-10h avec Digital Café, Digital Congo va  au-delà du divertissement, une  véritable  innovation .     
La chaine a fait du sport congolais, l'une de ses priorité en mettant sur pied, une redaction des sports jeune et dynamique avec des jeunes journalistes sportifs comme Charles MBUYA , Patrick KAISA, Jean-Pierre KADIMA, Alain SALU, Papy ALI et autres sous la supervision de Giggs N'LANDU .
Chaque jour, cette rédaction des sports a un journal des sports télévisé(DIGITAL SPORT) de 19h00 à 19h25.
Et à la radio, c'est 3 éditions chaque jour d'INSTANT SPORT  7h45 et 9h15 pour 15 minutes d'information sportives et de 18h30 à 19h00 pour la grande édition.
En plus, il y a le célèbre magazine sportif exclusivement consacré au Football « Ballon Rond » présenté chaque mardi à 20 h 30 et jeudi à 11 h par Charles MBUYA , et puis « Heure du Basket » magazine consacré exclusivement au basket-ball, présenté par Alain SALU BUZITU.
Et Enfin deux magazine pour le live le dimanche
Les Grandes Affiches à la télé présenté par Charles MBUYA et Giggs N'LANDU et Multi Sport) la radio dans une présebtation de Patrick KAISA et Alain SALU.
À noter que la redaction des sports de DIGITAL CONGO a couvert la phase finale de la 13e Ligue Nationale de Football(LINaFOOT) dont elle avait l'exclusivité.